# Občina Makole
Občina Makole je jednou z 212 občin ve Slovinsku. Nachází se v Podrávském regionu na území historického Dolního Štýrska. Občinu tvoří 13 sídel, její rozloha je 36,9 km² a k 1. lednu 2017 zde žilo 2 025 obyvatel. Správním střediskem občiny je vesnice Makole.

## Geografie
Občinou protéká řeka Dravinja, do které se vlévá Ložnica. Nadmořská výška se pohybuje přibližně od 230 m po 810 m. Jižní část je více hornatá.

## Členění občiny
Občina se dělí na sídla: Dežno pri Makolah, Jelovec pri Makolah, Ložnica, Makole, Mostečno, Pečke, Savinsko, Stari Grad, Stopno, Stranske Makole, Strug, Štatenberg, Varoš.

## Sousední občiny
Sousedními občinami jsou: Majšperk na severu a na východě, Rogaška Slatina na jihu, Poljčane na západě, Slovenska Bistrica na severozápadě.